# Aphelandra nemoralis
Aphelandra nemoralis är en akantusväxtart som beskrevs av Carl Friedrich Philipp von Martius och Christian Gottfried Daniel Nees von Esenbeck. Aphelandra nemoralis ingår i släktet Aphelandra och familjen akantusväxter. Inga underarter finns listade i Catalogue of Life.